# 哈里斯鎮區 (印地安納州聖約瑟夫縣)
哈里斯鎮區（英語：Harris Township）是位於美國印地安納州聖約瑟夫縣的一個行政鎮區。

## 地方資料
根據2010年美國人口普查的數據，哈里斯鎮區的面積為54.69平方千米，當中陸地面積為54.69平方千米，而水域面積為0.00平方千米。當地共有人口19873人，而人口密度為每平方千米363.38人。